# بوراتا

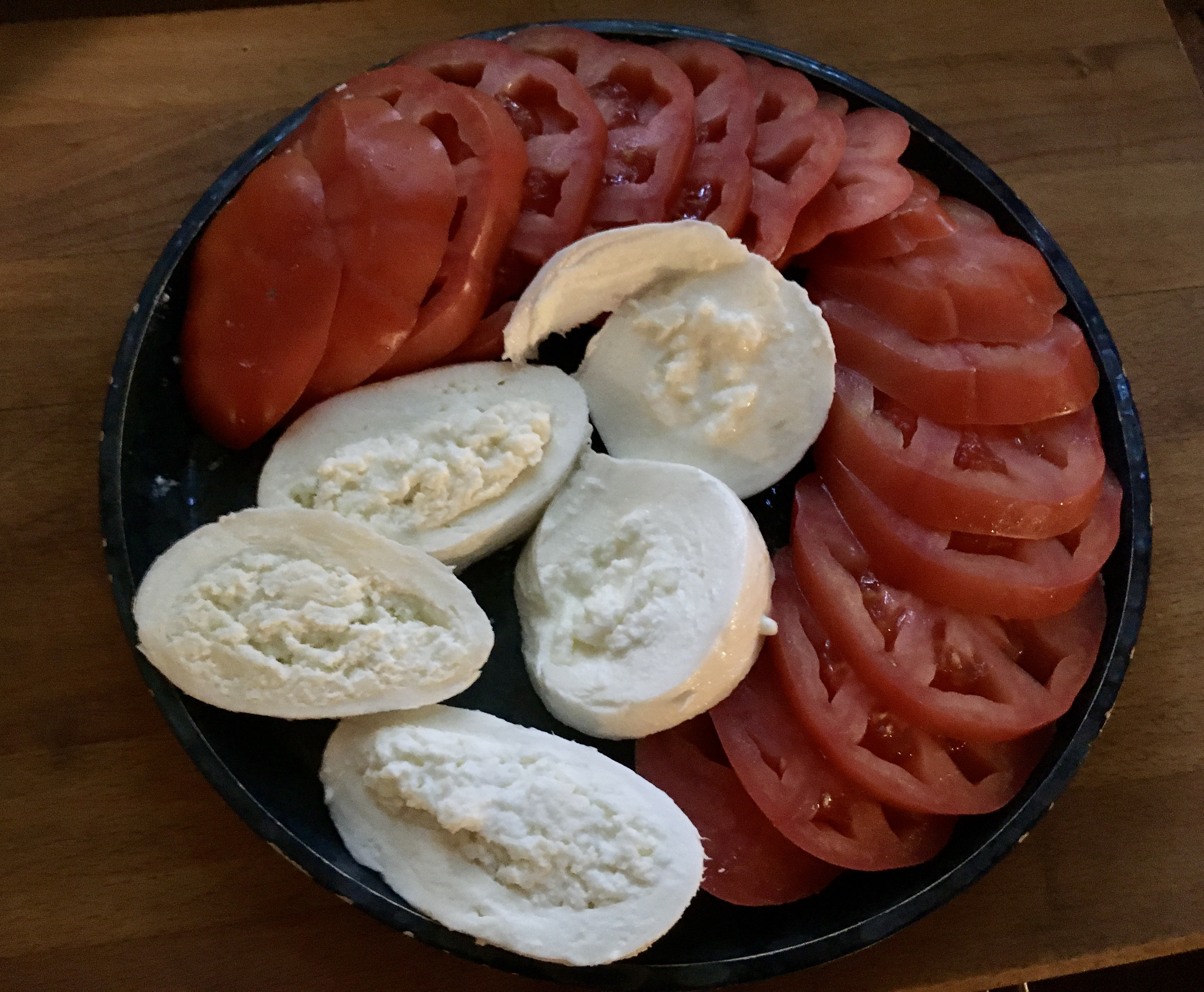
بوراتا دی بوفالا با گوجه فرنگی خرد شده

بوراتا (به ایتالیایی: Burrata) یک پنیر ایتالیایی از شیر گاو (گاهی شیر بوفالو) است که از موتزارلا و خامه تهیه می‌شود. پوشش بیرونی آن پنیر جامد است، در حالی که داخل آن حاوی استراچاتلا (به ایتالیایی: Stracciatella) و خامهٔ لخته‌شده است، که بافتی غیرمعمول و نرم به آن می‌دهد. این پنیر مخصوص منطقهٔ پولیا در جنوب ایتالیا است.

## تاریخچه
بوراتا یک محصول لبنی از مورجا، در پولیا در جنوب ایتالیا است. این محصول از شیر گاو، مایه پنیر و خامه تولید می‌شود و ممکن است منشأ آن به حدود سال ۱۹۰۰ میلادی بازگردد، که در مزرعه برادران بیانکینو (لورنزو و وینچنزو) در شهر آندریا تولید می‌شد. سوابق جدیدتر نشان داده است که لورنزو بیانکینو، از مزرعه پیانا پادورا، برای اولین بار این پنیر را در سال ۱۹۵۶ تولید کرده است.
در نوامبر ۲۰۱۶، بوراتا دی آندریا (به ایتالیایی: burrata di Andria) به یک محصول با نشان جغرافیایی حفاظت‌شده (PGI) تبدیل شد. برای واجد شرایط بودن به عنوان بوراتا دی آندریا، تمام عملیات، از فرآوری مواد اولیه تا تولید محصول نهایی، باید در منطقه جغرافیایی تعریف‌شده منطقه پولیا انجام شود.
بوراتا که به عنوان یک پنیر سنتی دست‌ساز شناخته می‌شد، حتی پس از تولید تجاری در کارخانه‌های سراسر پولیا، جایگاه خود را به عنوان یک محصول ممتاز حفظ کرد.

## تولید

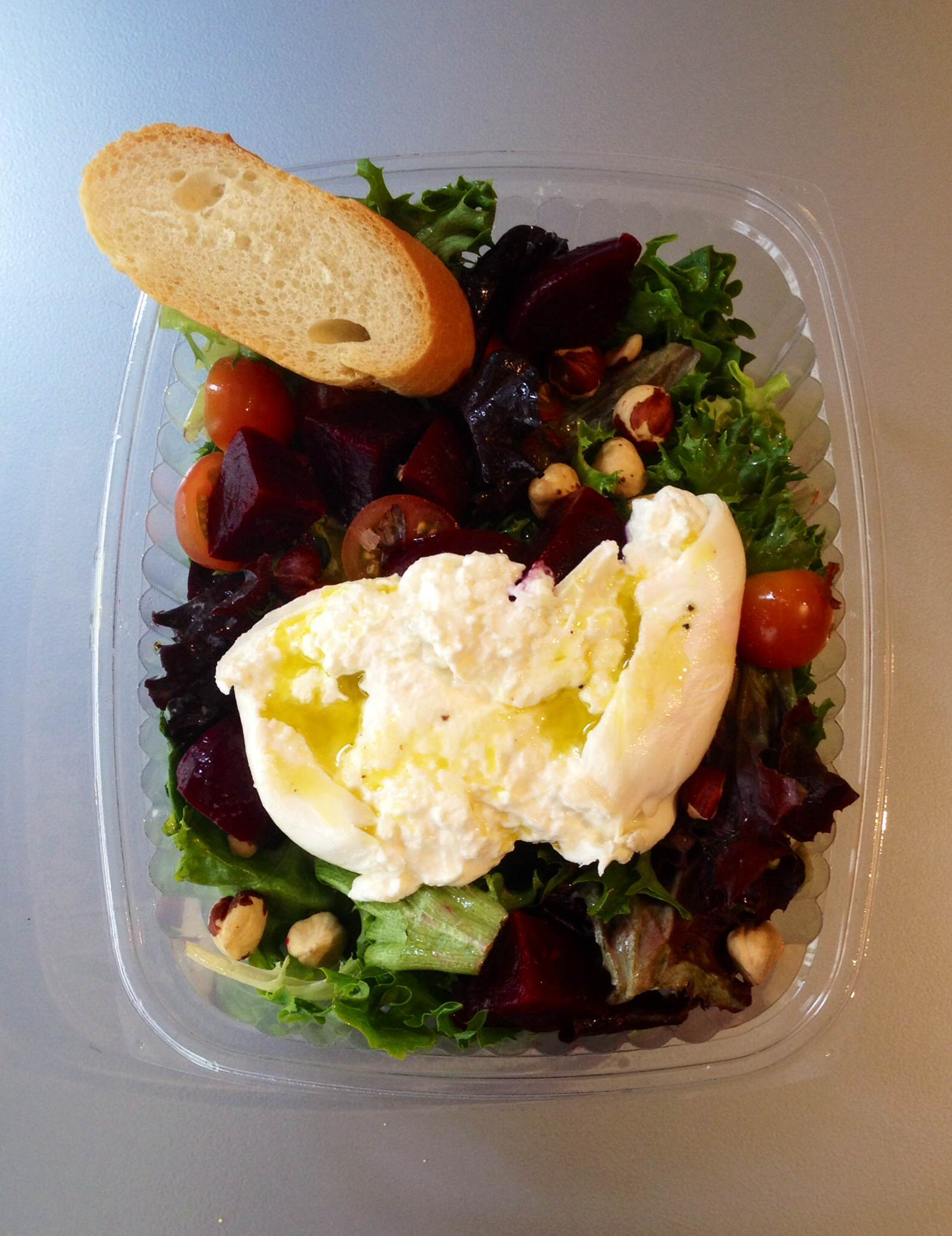
بوراتای باز شده روی سالاد

تولید بوراتا تقریباً مانند موتزارلا و بسیاری از پنیرهای دیگر، با استفاده از مایه پنیر برای دِلمِه کردن یا لخته کردن شیر گرم شروع می‌شود. با این حال، برخلاف سایر پنیرها، دلمه‌های موزارلای تازه در آب‌پنیر داغ یا آب کم‌نمک فرو برده شده، ورز داده می‌شوند، کشیده می‌شوند تا رشته‌های کشسانی ایجاد شود (که این شیوه به نام pasta filata شناخته می‌شود) و سپس شکل داده شد.
هنگام تهیه بوراتا، پنیر هنوز داغ به شکل کیسه‌ای درمی‌آید که سپس با تکه‌های موزارلای باقی‌مانده پر می‌شود و قبل از بسته شدن با خامه تازه پوشانده می‌شود. بوراتای آماده به‌طور سنتی در برگ‌های گیاه آسفودل پیچیده می‌شود و به گونه‌ای گره می‌خورد که یک گره بریوش‌مانند تشکیل شود و با آب‌پنیر مرطوب می‌شود.
از آنجا که بوراتا حتی در صورت نگهداری در یخچال نیز ماندگاری کمی دارد، توصیه می‌شود آن را در حالی که هنوز تازه است، به‌سرعت مصرف کرد.